# Huangshan Tunxi International Airport
Huangshan Tunxi International Airport (kinesiska: 屯溪, 黄山, 黄山屯溪机场) är en flygplats i Kina. Den ligger i provinsen Anhui, i den östra delen av landet, omkring 250 kilometer söder om provinshuvudstaden Hefei.
Runt Huangshan Tunxi International Airport är det ganska tätbefolkat, med 108 invånare per kvadratkilometer. Närmaste större samhälle är Huangshan, 6,1 km öster om Huangshan Tunxi International Airport.